# 772 v.Chr.
Het jaar 772 v.Chr. is een jaartal volgens de christelijke jaartelling. 

## Gebeurtenissen

### Assyrië
- Begin van het koningschap van Assur-dan III, koning van Assyrië (tot 755 v.Chr.).

### Egypte
- Farao Sjosjenq III laat zich begraven in Tanis, waar hij een monumentale poort voor de god Amon heeft laten optrekken.